# FX
FX — американський кабельний канал, що входить в News Corporation та Fox Entertainment Group. Найпопулярніші оригінальні шоу каналу — це серіали «Американська історія жахів», «Американська історія злочинів», «Щит», «Частини тіла», «Сутичка», «Сини анархії», «У Філадельфії завжди сонячно», «Американці» та багато інших.